# Gosda (Wiesengrund)
Gosda, niedersorbisch Gózd (veraltet Gózna), ist seit 2001 ein Ortsteil der Gemeinde Wiesengrund im Landkreis Spree-Neiße (Brandenburg). Zur Unterscheidung von dem bei Döbern gelegenen Ort Gosda II wurde der Ort früher auch Gosda I genannt. Umgangssprachlich kommt auch Gosda bei Klinge vor.

## Lage
Gosda liegt in der Niederlausitz, ca. sieben Kilometer westlich der Stadt Forst (Lausitz) und am Südrand des Tagebaus Jänschwalde. Die heutige Gemarkung von Gosda umfasst auch die früheren Gemarkungen von Klinge und Dubrau. Die heutige Gemarkung von Gosda grenzt im Norden über kurze Distanz an Grötsch, im Nordosten an Bohrau, im Osten über eine kurze Erstreckung an Mulknitz, über eine größere Erstreckung an Klein Jamno, im Südosten an Groß Jamno, im Süden an Jethe und Sergen, im Westen an Kathlow und Dissenchen.
Die ursprüngliche Gemarkung von Gosda ragte bis 1815 keilförmig in die sächsische Niederlausitz hinein. Sie grenzte im Nordosten an die Feldmark des sächsischen Weißagk (heute devastiert), im Südosten an die Feldmark des sächsischen Klein Jamno, im Süden an die Feldmark des gleichfalls sächsischen Dubrau und im Westen an die Feldmark des brandenburgischen Klinge.
Gosda ist von der von Forst über Groß Jamno kommenden L49 zu erreichen. In Dubrau zweigt die K7110 nach Gosda ab; sie führt weiter nach Bohrau. Der Ortskern liegt auf ca. 80 m ü. NHN.

## Geschichte
Die älteste urkundliche Erwähnung von Gosda datiert wahrscheinlich aus dem Jahr 1344. Allerdings ist die Datierung der Urkunde, die auf einer Abschrift einer Abschrift beruht strittig. Andere Autoren datieren sie auf 1389 oder 1399. In dieser Abschrift beurkundete Kaspar von Dohna seine im Auftrag des Hans von Biberstein, Herrn zu Sorau und Beeskow, und des Hans von Cottbus, Herrn zu Cottbus, vorgenommene Schlichtung des Streit über die Grenze zwischen Klinge und Grötsch in der Herrschaft Cottbus und Weißagk in der Herrschaft Forst. Der Name Gosda ist aus dem Wort „gozd“ = Stieleichen-Hainbuchenwald abgeleitet. Der Name ist somit als Siedlung im Wald zu interpretieren. Nach Rudolf Lehmann war Gosda ursprünglich seiner Struktur nach ein kleines Runddorf.

### Besitzgeschichte
1536 wurden die Brüder Christoph und Antonius von Kottwitz mit dem Ort Gosda sowie mit dem Dorf Klinge und der Mühle dabei belehnt. Christoph soll eine Wassermühle zwischen Klinge und Gosda erbaut haben, die spätere Buschmühle, und sie mit dem Mahlzwang für beide Dörfer ausgestattet haben. Anton von Kottwitz auf Klinge und Gusow (recte Gosda) heiratete 1538 eine Margaretha NN. Er ist ohne Leibeserben 1540 gestorben, sein Anteil fiel an seinen Bruder Christoph. Christoph war mit einer Anna von Zabeltitz verheiratet, mit der er die Söhne Günther, Nickel, Georg und Baltzer von Kottwitz hatte, die 1548 bereits erwachsen waren. Sie wurden damals (mit)belehnt am Gut Sallgast.
1555 ist Christoph von Kottwitz verstorben. Sein Sohn Günther von Kottwitz war Geheimer Rat und Kämmerer des brandenburgischen Markgrafen Johann von Küstrin. Er besaß Sommerfeld, Baudach, Matzdorf, Gosda (Anteil) Grabko, Dubrau, Neuhausen, Bräsinchen, Groß Oßnig, Sergen, Trebendorf, Klinge (Anteil) und Mattendorf. Er war mit Hedwig von Zabeltitz verheiratet. Georg scheint früh verstorben zu sein. Als Besitzer von Gosda folgten Nickel und Balthasar/Baltzer, die ihrem Bruder Günther 1561 seinen Anteil an Klinge mit der Mühle und an Gosda abkauften. Anscheinend fiel auch der Anteil des Baltzer an Nickel, denn 1609 besaßen die Söhne des Nickel, Georg, Nickel, Caspar und Antonius von Kottwitz Gosda und Klinge gemeinsam. Anscheinend fiel Gosda an Antonius allein, er starb jedoch schon 1612. Daraufhin übernahm sein Bruder Georg das Gut, geriet jedoch in finanzielle Schwierigkeiten und musste Klinge und Gosda 1621 an Ernst von Kracht auf Strega verkaufen. Nach dem Tod des Vaters 1625 wurden die Söhne des Ernst, Eustachius, Hans Otto und Isaac mit den väterlichen Gütern belehnt. Die Tochter Barbara heiratete den Sebastian von Zabeltitz auf Eichow. Die Tochter Anna Margaretha verehelichte sich mit Georg von Löben auf Schorbus.
1644 war Eustach von Kracht alleiniger Besitzer von Gosda und Klinge. Am 22. Oktober 1644 schwor der Cottbuser Bürgermeister Johann Meißner in Namen von Eustachius von Kracht die Lehnpflicht für Klinge. Zur Gesamten Hand angenommen waren Isaac, der Bruder des Eustach (hier wird der Vater der beiden Ernst von Kracht sel. genannt), Heinrich Sigismund, der Sohn des verstorbenen Christoph von Kracht zu Strega, und George Abraham, der Sohn des verstorbenen Hans von Kracht auf Klein Rietz. Weiter werden als Gesamthänder genannt: Dietrich, der Oberst und Sohn des verstorbenen Baltzer von Kracht auf Milkersdorf, Philipp Heinrich, der Sohn des verstorbenen Baltzer von Kracht auf Türkendorf, sowie Bartsch Hildebrand und Abraham, die Söhne des verstorbenen Bartsch von Kracht auf Sachsdorf. Von diesen war aber keiner anwesend. Lediglich Dietrich von Kracht, der Oberst hatte am 24. August 1641 die Mutung getan und einen Mutungszettel bekommen, den er aber in der Schlacht von Leipzig am 19. Juni 1643 verloren hatte. Ein weiterer Mutungszettel wurde ihm ausgestellt und da er selber nicht nach Küstrin kommen, legte sein Bevollmächtigter der Kurfürstliche Kammerherr, Oberstallmeister und Oberst George Ehrenreich von Burgsdorff für ihn am 13. Dezember 1644 die Pflicht ab. 1652 ist Eustachius von Kracht immer noch im Besitz von Klinge und Gosda. Die Wassermühle zwischen Gosda und Klinge und die Windmühle in Klinge waren beide gangbar. Vom 28. November 1654 datiert die Ehestiftung von Eustach von Kracht mit Elisabeth von Maltitz über ein Ehegeld von 2.000 Talern. Er vererbte seine Güter Klinge und Gosda an seine beiden Söhne Erdmann und Ernst von Kracht. Sie verkauften (oder vererbten) Klinge und Gosda jedoch einem Vetter; 1683 gehörten die beiden Dörfer einem Isaac von Kracht, Sohn eines Veit von Kracht. Dieser hatte keine männlichen Erben, als er 1691 starb. Gosda und Klinge kamen daher an seinen Schwiegersohn Alexander Sigismund von Kracht auf Strega, der mit seiner Tochter Anna Elisabeth verheiratet war. Alexander Sigismund von Kracht starb 1700 oder 1702 und hinterließ vier Söhne Caspar Heinrich, Heinrich Sigismund, Christoph Ernst und Alexander Magnus. Von 1701 und 1711 datiert die Ehestiftung von Hans Christoph von Pfuel und Barbara von Kracht, die mutmaßliche Tochter des Alexander Sigismund von Kracht über eine Summe von 800 Talern Ehegeld. Er wird hier mit der Herkunftsbezeichnung auf Gosna genannt. Es waren wohl nachträgliche Bestätigungen der Ehestiftung. Nach Houwald musste Alexander Sigismund von Kracht Gosda wegen hoher Geldforderungen an Hans Christoph von Pfuel abtreten. Dieser wiederum überließ Gosda 1713 seinem Schwiegersohn Jobst Ernst von Schönfeldt auf Werben, der 1708 eine Ehestiftung mit Sofie Juliane von Pfuel geschlossen hatte. Jobst Ernst auf dem Werbener Anteil Jobstens Hof starb 1725. Die Witwe heiratete in zweiter Ehe Heinrich Wilhelm von Pannwitz.
Sofie Juliane von Pannwitz verw. von Schönfeldt, geb. von Pfuel verkaufte Gosda 1729 mit Rittersitz, Schäferei, Mühle usw. für 7.150 Taler an Gottlob Heinrich von Kracht, den Sohn des Bartusch Heinrich von Kracht, Landrat und Landesältester des Sprembergischen Kreises auf Türkendorf. Er hatte schon vorher den Nachbarort Klinge erworben. 1740 verkaufte Gottlob Heinrich von Kracht Klinge und Gosda für 27.000 Taler und 500 Taler Schlüsselgeld an den Generalmajor Bernhard von Beauvryé. Er hatte 1740 Johanna Henriette von Linger, Tochter des Generals der Artillerie Christian Nikolaus von Linger geheiratet. Aus der Ehe gingen vier Söhne und zwei Töchter hervor. Drei Söhne Ludwig Leonhard, Friedrich Reinhard und Otto Christian August wurden Offiziere in der preußischen Armee, Gottlieb Ehrenreich Kammergerichtsrat. Friedrich Reinhard von Beauvrye konnte mit der Zeit die Anteile der Geschwister an Gosda kaufen, während sein Bruder Otto Christian August Klinge in seinen Besitz bringen konnte. Dieser geriet jedoch in Zahlungsschwierigkeiten und schließlich konnte Ludwig Leopold von Kleist Klinge in einer Versteigerung erwerben. Friedrich Reinhard von Beauvrye konnte Gosda schließlich doch behaupten, Gulde nennt ihn 1787 auf Gosda, und hinterließ das Gut testamentarisch bei seinem Tod am 8. August 1806 dem Invalidenhaus in Berlin zu einer immerwährenden Stiftung. Sein Ziehsohn Jodocus Valentin Schlegel sollte jedoch so lange er lebte, den Nießbrauch am Gut Gosda haben. Da das Gut dadurch dem Invalidenhaus von geringem Nutzen war, verkaufte diese Institution Gosda 1810 für 3.000 Taler an den Jodocus Schlegel. 1820 verkaufte dieser das Gut Gosda mit sattem Gewinn für 22.200 Taler an die Familie von Grolman, konkret an General Karl von Grolman. Karl von Grolman hatte 1804 Sofie von Gerlach geheiratet, die jedoch schon 1807 verstorben war. 1816 hatte er in zweiter Ehe Hedwig Freiin von Rotenhan geheiratet. Er war Ritter des Schwarzen Adlerordens und zuletzt Kommandierender General des 5. Armee-Korps in Posen, wo er am 15. September 1843 starb. Erbe von Gosda war sein ältester Sohn Karl Heinrich Sigismund von Grolman (* 23. Oktober 1824; † 18. Mai 1895). Er war mit Gerhardine Luise Josephine Freiin von Steinäcker verheiratet; die Ehe blieb kinderlos. Karl Heinrich Sigismund von Grolman brachte es in der preußischen Armee bis zum Oberstleutnant und war später Landgerichtspräsident in Neiße. 1856 war für den in Posen sich aufhaltenden Rittergutsbesitzer von Grolman, damals noch Leutnant, sein Wirtschaftsinspektor Zdkrzewski Polizeiverwalter in Gosda. Karl Friedrich Rauer erwähnt 1857, dass Gosda ein Familienfideikommiss für die männliche Descendenz war, das nach dem Tod von General von Grolman errichtet wurde. Er bezeichnet den Karl Heinrich Sigismund von Grolman als Leutnant a. D. Das Rittergut Gosda hatte nach Berghaus (1854) und Adolph Frantz (1863) eine Größe von 1704 Morgen, davon 439/440 Morgen Acker, 61 Morgen Wiesen und 1081 Morgen Forst. Auch Adolph Frantz bezeichnet Gosda als Familienfideikommiss. Das General-Adressbuch der Ritterguts- und Gutsbesitzer im Deutschen Reiche von 1879 beziffert die Größe des Rittergutes nun in Hektaren, insgesamt 396,89 ha, davon 138,94 ha Acker, 22,72 ha Wiesen, 4,32 ha Hutung, 224,85 ha Wald und 6,02 ha Wasser. Zum Gut gehörte auch eine Ziegelei. 1874 mit Einführung der Amtsbezirke in Preußen wurde Oberstleutnant Karl Heinrich Sigismund von Grolman Amtsvorsteher im Amtsbezirk 8 Gosda, Stellvertreter war Rittergutsbesitzer Freiherr von Steinäcker auf Klinge.
Das Handbuch des Grundbesitzes im Deutschen Reiche von 1885 gibt eine Größe von 397 ha an und beziffert den Grundsteuer-Reinertrag auf 2249 Mark. Schwerpunkt der Wirtschaft des Gutes war die Milchwirtschaft und die Wollschäferei. 1895 starb Karl Heinrich Sigismund von Grolman und vererbte Gosda seinem Neffen, dem späteren Ritterschaftsrat und Johanniterritter Karl von Grolman (1872–1932), Sohn des Generals Ernst von Grolman. Karl (Carl) von Grolman fand sogar im Deutschen Millionärs-Adressbuch aus 1894 Erwähnung. Karl von Grolman war mit Irmgard von Rochow-Reckahn (1882–1962) verheiratet. Aus der Ehe gingen vier Töchter hervor.
Das Handbuch des Grundbesitzes im Deutschen Reiche von 1910 nennt nun eine Größe von 411 ha, mit 139 ha Acker, 23 ha Wiese, 4 ha Hutung, 225 ha Wald und 6 ha Wasser. Der Grundsteuer-Reinertrag betrug 2226 Mark. Dagegen gibt Niekammers Güter-Adreßbuch für die Provinz Brandenburg von 1914 wieder 392 ha Gesamtgröße an. Das Handbuch des Grundbesitzes im Deutschen Reiche von 1921 nennt dagegen 409 ha Gesamtgröße. Auf dem Gut wurden 14 Pferde, 31 Stück Rindvieh, 24 Schweine und fünf Schafe gehalten. Nach Niekammers Güter-Adreßbuch für die Provinz Brandenburg von 1923 war das Rittergut dagegen nur 398 ha groß. Neben 14 Pferden wurden 30 Stück Rindvieh, 20 Schafe und 20 Schweine gehalten. 1929 ließ Karl von Grolman sein Gut Gosda von einem A. Volz bewirtschaften. Nach seinem Tod 1932 wurde das Gut verkauft, der Käufer ist nicht bekannt. Bis 1931 heirateten die Töchter von Grolman in Gosda, ab 1933 auf einem Gut in Schlesien. Nach Unterlagen aus dem BLHA war das Gosdaer Rittergut mit Krediten belastet und stand unter Zwangsverwaltung.

### Dorfgeschichte
1635 lagen auf der Feldmark des Dorfes elf Bauernhufen, davon waren zwei Bauernhufen wüst. Außerdem gab es drei Gärtnerstellen, eine davon war wüst und einen Schäfer. 1652 lebten nur noch zwei Bauern in Gosda, sieben Bauernhufen waren wüst, die Äcker wurden teilweise vom Vorwerk bewirtschaftet. Die zwei Hufen des Richters waren schon vor alters zum Vorwerk genommen worden. Außerdem wohnte noch ein Gärtner in Gosda. Um 1700 wurde der Rittersitz in Gosda errichtet. 1718/19 bestand das Vorwerk aus 8½ angekauften Bauernhufen (keine Ritterhufen!) und zwei Bauernhufen, die von zwei Bauern bewirtschaftet wurden. Außerdem waren noch zwei Kossätenhufen vorhanden. Im Dorf wohnten neben zwei Bauern, vier Gärtner und ein Büdner. Außerdem gehörte zur Wassermühle an der Grenze zu Klinge zu Gosda eine Hufe Land. Die Ackerfläche war in zwei Felder geteilt, die jährlich besät wurden. Gulde vermeldet 17 Häuser und 112 Einwohner. 1779 wurden fünf Kolonistenfamilien mit insgesamt 16 Personen in Gosda angesiedelt.

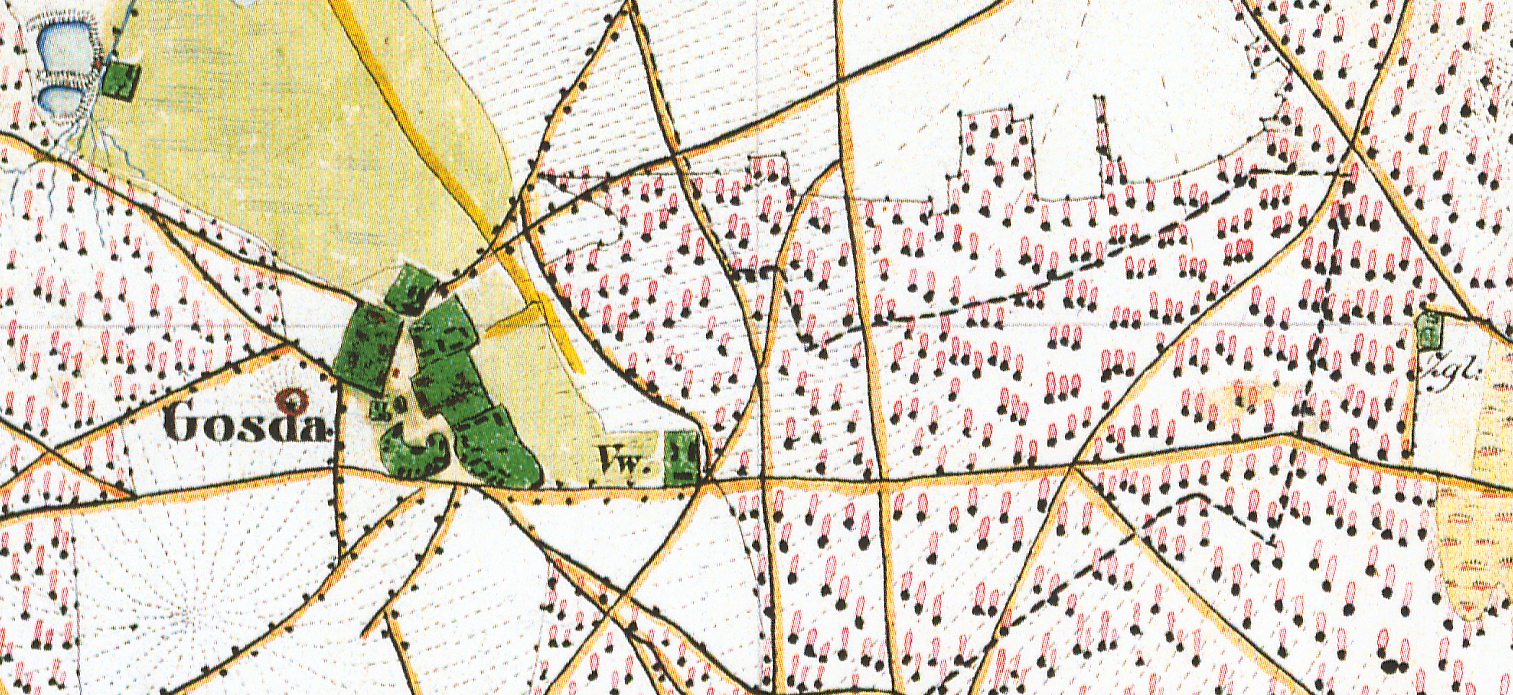
Gosda auf dem Urmesstischblatt 4253 Forst von 1845, mit der Buschmühle (links oben, ohne Eigennamen) und der Ziegelei

1805 bestand Gosda aus dem Dorf und dem adligen Gut östlich des eigentlichen Dorfkerns am Weg nach Eulo (heute Forster Weg 2 und 3). Im Dorf wohnten zwei Ganzbauern, fünf Kossäten, drei Büdner und zwei Einlieger, in der Wassermühle der Müller mit seiner Familie. Ein Förster war für rund 1000 Morgen Holz zuständig. Bratring nennt 19 Feuerstellen (Wohnhäuser) und 121 Bewohner. 1818 wurden 20 Häuser und 113 Einwohner gezählt. 1840 war der Bestand an Wohnhäusern auf 26 Häuser gestiegen; die Einwohnerzahl betrug 146. Bis 1864 war ein weiteres Wohnhaus entstanden, also nun 27 Häuser, in denen 164 Menschen wohnten. Außerdem gab es eine Ziegelei am östlichen Rand der Gemarkung und eine Schäferei. Weiterhin vorhanden war die Wassermühle. Drei Gehöfte waren bereits aus dem Dorfkern ausgesiedelt.
Bis in die Mitte des 19. Jahrhunderts sprach die Mehrheit der Bevölkerung noch Sorbisch; im Jahr 1854 wurde jedoch der Schulunterricht in sorbischer Sprache eingestellt. 1850 war 70 von 178 Einwohnern (= 39 %) noch wendischsprachig. 1867 waren sogar 107 von 161 Bewohnern (= 66 %) noch wendischsprachig.
1931 wurde eine Villa an der Gemarkungsgrenze zwischen Klinge und Gosda erbaut. Die Villa wurde später als Kinderheim genutzt. 1945 erfolgte die Evakuierung des Dorfes, nach dem Ende der Kampfhandlungen kehrten die Einwohner bald zurück. Bis 1960 hatte sich im Ort die LPG „Roter Stern“ Gosda gebildet. Zum 1. Mai 1973 wurde Dubrau nach Gosda eingemeindet. Zum 8. Januar 1980 wurde der benachbarte Ort Klinge zum größten Teil devastiert und der verbliebene Restort zum 8. Januar 1980 in die Gemeinde Gosda eingegliedert. Die Gemarkungen der beiden eingemeindeten Orte wurden aufgelöst und mit der Gemarkung Gosda vereinigt.
| Einwohnerentwicklung in Gosda von 1787 bis 1971 | Einwohnerentwicklung in Gosda von 1787 bis 1971 | Einwohnerentwicklung in Gosda von 1787 bis 1971 | Einwohnerentwicklung in Gosda von 1787 bis 1971 | Einwohnerentwicklung in Gosda von 1787 bis 1971 | Einwohnerentwicklung in Gosda von 1787 bis 1971 | Einwohnerentwicklung in Gosda von 1787 bis 1971 | Einwohnerentwicklung in Gosda von 1787 bis 1971 | Einwohnerentwicklung in Gosda von 1787 bis 1971 | Einwohnerentwicklung in Gosda von 1787 bis 1971 | Einwohnerentwicklung in Gosda von 1787 bis 1971 | Einwohnerentwicklung in Gosda von 1787 bis 1971 | Einwohnerentwicklung in Gosda von 1787 bis 1971 | Einwohnerentwicklung in Gosda von 1787 bis 1971 | Einwohnerentwicklung in Gosda von 1787 bis 1971 | Einwohnerentwicklung in Gosda von 1787 bis 1971 | Einwohnerentwicklung in Gosda von 1787 bis 1971 | Einwohnerentwicklung in Gosda von 1787 bis 1971 | Einwohnerentwicklung in Gosda von 1787 bis 1971 |
| ----------------------------------------------- | ----------------------------------------------- | ----------------------------------------------- | ----------------------------------------------- | ----------------------------------------------- | ----------------------------------------------- | ----------------------------------------------- | ----------------------------------------------- | ----------------------------------------------- | ----------------------------------------------- | ----------------------------------------------- | ----------------------------------------------- | ----------------------------------------------- | ----------------------------------------------- | ----------------------------------------------- | ----------------------------------------------- | ----------------------------------------------- | ----------------------------------------------- | ----------------------------------------------- |
| Jahr                                            | 1787                                            | 1805                                            | 1818                                            | 1840                                            | 1864                                            | 1875                                            | 1890                                            | 1900                                            | 1910                                            | 1925                                            | 1939                                            | 1946                                            | 1950                                            | 1964                                            | 1971                                            | 1981                                            | 1991                                            | 2000                                            |
| Einwohner                                       | 112                                             | 121                                             | 113                                             | 146                                             | 164                                             | 189                                             | 167                                             | 167                                             | 155                                             | 188                                             | 198                                             | 361                                             | 332                                             | 357                                             | 333                                             | 456                                             | 379                                             | 468                                             |

### Kommunalpolitische Zugehörigkeit
Der niederlausitzische Ort Gosda gehörte zur Herrschaft Cottbus, die 1445 (Hälfte des Reinhard von Cottbus) und 1455 (Hälfte des Luther von Cottbus) an das Kurfürstentum Brandenburg fiel. 1494 wurden die Herrschaften Cottbus und Peitz der Neumark angegliedert. In der Zeit der Teilung der Mark Brandenburg (1535–1571) unter Joachim II. und Johann von Küstrin, gehörten die Herrschaften Cottbus und Peitz zum Teilfürstentum Brandenburg-Küstrin. Aus den beiden Herrschaften bildete sich in der früheren Neuzeit zunächst der Beritt Cottbus, später der Cottbusische Kreis heraus. 1806 musste Preußen die Herrschaften Cottbus und Peitz bzw. den Cottbusischen Kreis an das Königreich Sachsen abgetreten. 1813/4 kamen sie wieder zu Preußen, 1815 auch die übrige Niederlausitz, die nun Sachsen an Preußen abtreten musste. In der Kreisreform von 1816/7 wurde der neue Cottbuser Kreis, später Landkreis Cottbus gebildet, dem die früheren niederlausitzischen Enklaven einverleibt wurden. Dafür gingen einige bisherige Exklaven an benachbarte Kreise verloren. Gosda verblieb im Kreis Cottbus. 1928 wurden Gemeinde- und Gutsbezirk zur Gemeinde Gosda vereinigt. In der Kreis- und Bezirksreform von 1952 in der damaligen Deutschen Demokratischen Republik wurde der neue Kreis Forst im ebenfalls neuen Bezirk Cottbus gebildet; Gosda wurde diesem neuen Kreis zugewiesen. Klinge wurde zum größeren Teil devastiert, der Restort wurde am 8. Januar 1981 nach Gosda eingegliedert. Nach der Wende schlossen sich 14 Gemeinden der Kreise Forst und Spremberg zum Amt Döbern-Land zusammen. Der Kreis Forst ging bei der Kreisreform 1993 in Brandenburg im Landkreis Spree-Neiße auf. Zum 31. Dezember 2001 bildeten die bisher selbständigen Gemeinden Gahry, Gosda, Jethe, Mattendorf und Trebendorf die neue Gemeinde Wiesengrund. Gosda ist seither ein Ortsteil der Gemeinde Wiesengrund. In Gosda wird ein Ortsbeirat bestehend aus drei Mitgliedern gewählt.

### Kirchliche Zugehörigkeit
Gosda war 1818 nach Mulknitz eingepfarrt. Es gehört heute zur Kreuzkirchengemeinde Forst-Nord im Evangelischen Kirchenkreis Cottbus.

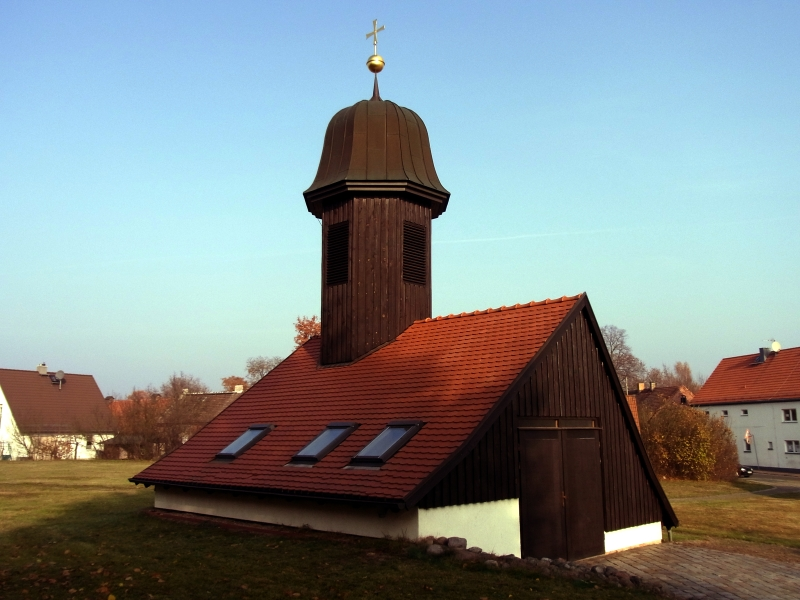
Kirchturmnachbau der Klinger Kirche in Gosda

### Buschmühle
Die vermutlich um 1536 angelegte Wassermühle hart an der Grenze zu Klinge existierte bis Mitte der 1950er Jahre. 1929 betrieb Gustav May auf der Buschmühle auch Teichwirtschaft.
Nach Auflösung der Gutsherrschaft im 19. Jahrhundert blieb sie im Besitz der Müllerfamilie. Sie wurde bis Mitte der 1950er Jahre als Getreide-, Öl- und Schneidemühle betrieben. Später wurde der Wasserantrieb aufgegeben und ein Elektromotor eingebaut. Die Mühle und der zugehörige Grund und Boden lagen im Bereich des projektierten Tagebaus Jänschwalde. 1980 wurde dieser Teil des Orts abgebrochen. Etwa 50 Einwohner wurden umgesiedelt.

## Denkmale und Sehenswürdigkeiten
Die Denkmalliste des Landes Brandenburg für den Landkreis Spree-Neiße weist für Gosda i. e. S. (ohne Dubrau und Klinge) zwei Bodendenkmale aus:
- Nr. 120125 Flur 1: ein Gräberfeld der Bronzezeit
- Nr. 120160 Flur 1: der Dorfkern des deutschen Mittelalter und der Neuzeit